# Cécile Azimont
Ne doit pas être confondu avec Jane Azimont.
Scènes principales
Théâtre du Palais-Royal
Cécile Azimont, née à Paris le 15 mai 1827 et morte à une date indéterminée après novembre 1879, est une actrice française.

## Biographie
Cécile Azimont est la fille d'un musicien de théâtre toulousain reconverti un temps dans l'orfèvrerie, Michel Azimont (1797-1875),corniste au théâtre du Palais-Royal, à Paris. Il épouse en premières noces Rosalie-Claire Malder (ou Mulder) dont il a deux filles : Cécile, née le 15 mai 1827 à Paris et Albine-Claire, née le 9 août 1830 à Saint-Denis et morte célibataire le 2 mars 1914 dans le 16e arrondissement de Paris. De son remariage avec Césarine-Crésence Taillandier naîtront par la suite Silvanie, le 6 décembre 1845 à Paris,, Augustine-Marie-Cécile née le 17 septembre 1846 à Paris et Berthe-Marie-Esther, le 11 juillet 1849 à Paris, et morte célibataire le 12 mai 1929 dans le 16e arrondissement de Paris. Aucune de ses cinq filles ne semblent avoir laissé de descendance.
La jeune Cécile débute comme actrice, en 1845, au théâtre qui emploie son père. Elle suscite l'enthousiasme de certains critiques tels Jacques Arago qui s'exclame, non sans une certaine ironie car il était aveugle à cette époque : « Pristi, quelle jolie fille ! Pristi, quel gracieux talent ! Pristi, que vous êtes heureux de la voir ! »,.
À peine cinq ans plus tard, on peut déjà voir son portrait, peint par Marie-Henriette Bertaut, exposé au Salon de 1850,.
Si sa beauté semble unanimement reconnue, ses dons d'actrice sont par contre diversement appréciés. Ainsi, quand elle met en vente son mobilier aux enchères publiques en décembre 1856, Le Figaro ne manque pas de l'égratigner, en suggérant qu'elle doit sa notoriété à des talents davantage privés que scéniques :

« Une spéculation qui devient de plus en plus à la mode dans le demi-monde dramatique, c'est la liquidation par voie d'enchères des meubles dont on ne veut plus. À l'exemple de Mme Doche et de Mme Octave, Mlle Azimont éprouvait le besoin d'exploiter le fétichisme des amateurs assez jobards pour se disputer au poids de l'or les reliques de ces dames et de ces demoiselles. Mlle Azimont a donc mis son mobilier à l'encan, ainsi qu'il appert de cette annonce insérée dans la Presse :

“Vente aux enchères publiques de tout le mobilier garnissant l'appartement occupé par Mlle Azimont, artiste dramatique (en toutes lettres, parole d'honneur !). Élégans ameublemens de salons, boudoirs, chambre à coucher et salle à manger, en marqueterie, bois de rose, palissandre et bois de chêne sculpté, rideaux, tentures, objets d'art et de curiosités, bronzes, beaux tapis, plaqués, etc. Le mardi 2 décembre 1856 à midi”.

L'opulente propriétaire de ce splendide mobilier dont elle se défait, suivant toute apparence, parce qu'elle le trouve peu digne d'elle, tient, au théâtre du Palais-Royal, l'emploi d'ingénue de troisième, si ce n'est de quatrième catégorie, aux appointements de 12 à 1 500 francs. Mlle Azimont pourrait chanter (si elle chantait !), comme Georges Brown, de la Dame blanche : “Et l'on ne dira pas que je fais des folies / Car j'achète un château sur mes économies.” »

 Le Journal du Loiret reprend presque mot pour mot l'information.
En février 1857, Le Figaro informe ses lecteurs que Cécile Azimont « a cessé depuis quelques jours d'appartenir au théâtre [du Palais-Royal] » et qu'elle se serait mariée. Un an plus tard, Le Figaro-Programme signale que « M. Azimont, père de Mlle Azimont, ex-actrice du Palais-Royal, remplissait l'emploi de cor dans ce théâtre depuis l'origine [1831]. Devenu plus assidu à faire sa partie de dominos qu'à faire la sienne à l'orchestre, il a été remplacé il y a quelques mois. Il vient de rentrer en fonctions, et il a de plus l'avantage de posséder les actions dont sa fille lui a fait cadeau ».  
Trois ans après la vente de ses meubles, L’Écho du Brésil du 19 février 1860 révèle que « Mlle Azimont, jolie actrice du Palais-Royal, dont le talent est équitablement rémunéré à raison de 1 200 francs (par an), vient de vendre un immeuble deux cent cinquante mille francs. Ce n'est qu'une partie des épargnes que cette actrice ingénue a su faire sur ses appointements ». En décembre 1879, son nom est encore cité à l'occasion d'une adjudication de droit de chasse à courre dans la forêt de Rambouillet, à laquelle elle assiste à Versailles, aux côtés de la duchesse d'Uzès,. Ensuite, on perd sa trace.
Elle est la tante par alliance du dessinateur et caricaturiste Emmanuel Poiré dit Caran d'Ache (1858-1909). Celui-ci a épousé en 1891 Henriette-Cécile Azimont, fille naturelle et adoptive d'Albine-Claire.

## Carrière
- 1845 (7 juin) : Sylvandire d'Adolphe de Leuven et Louis-Émile Vanderburch : Finette
- 1845 (23 juillet) : L'École buissonnière de Labiche et Lefranc : Henriette
- 1845 (20 décembre) : Les Pommes de terre malades de Clairville et Dumanoir : la deuxième lorette
- 1847 (8 juillet) : Malheureux comme un nègre de Clairville et Siraudin : Delphine
- 1847 (23 septembre) : La Filleule à Nicot d'Eugène Deligny : Toinon
- 1848 (19 décembre) : Les Lampions de la veille et les Lanternes du lendemain de Clairville et Dumanoir : Pomponette
- 1849 (20 juin) : Exposition des produits de la République de Labiche, Dumanoir et Clairville : Naples
- 1849 (16 juillet) : Une femme qui a une jambe de bois de Lubize et Hermant : Berthe
- 1849 (23 juillet) : Les Atomes crochus de Mélesville et Xavier : Micheline
- 1849 (18 décembre) : Les Marraines de l'an III de Clairville et Dumanoir : la fée
- 1850 (17 octobre) : Les Deux Aigles de Jean-François Bayard et Edmond de Biéville
- 1850 (18 juillet) : Le Sopha de Labiche, Mélesville et Charles Desnoyer : Charlotte
- 1850 (12 octobre) : Un bal en robe de chambre de Labiche et Marc-Michel : Madame de Pontcastor
- 1850 (1er novembre) : Les Deux Aigles de Bayard et Biéville : Mme Petit-Gueux
- 1850 (9 décembre) ; Les Extases de M. Hochenez de Marc-Michel : Maflée
- 1851 (2 mars) : On demande des culottières de Labiche et Marc-Michel : Flanquine
- 1851 (17 mars) : L'Amour à l'aveuglette de Mélesville et Saintine : Manette
- 1851 (5 avril) : Martial, le casse-cœur de Mélesville : Rabotte
- 1851 (14 août) : Un chapeau de paille d'Italie de Labiche et Marc-Michel : Clara
- 1851 (10 décembre) : Les Crapauds immortels, revue de l'année 1851 de Clairville et Dumanoir : les Variétés
- 1852 (29 janvier) : L'Eau de Javelle de Gabriel et Dupeuty : Juliette
- 1852 (3 février) : Los dansores espagnolas de Bayard et Biéville : Anodine
- 1852 (27 février) : L'Enfant de la balle de Bayard et Biéville : Lisette
- 1852 (24 mai) : Les Coulisses de la vie, de Clairville et Dumanoir : Cornélie
- 1852 (11 septembre) : La Perdrix rouge d'Adrien Decourcelle et Lambert-Thiboust : Juliette
- 1852 (17 décembre) : Mon Isménie de Labiche et Marc-Michel : Chiquette
- 1853 (2 mars) : Les Folies dramatiques de Clairville et Dumanoir : une jeune dame
- 1853 (5 avril) : Habitez donc votre immeuble ! de Bayard et Varner : Louison
- 1853 (2 mai) : Un ut de poitrine de Labiche et Lefranc : Bobinette
- 1853 (24 mai) : Quand on attend sa bourse de Marc-Michel et Laurencin : Bricotte
- 1853 (25 juin) : La Chasse aux corbeaux, de Labiche et Marc-Michel : Catiche
- 1853 (25 août) : Un homme entre deux airs d'Alfred Delacour, Armand Montjoye et Charles de La Rounat : Louisa
- 1853 (16 décembre) : L'Esprit frappeur ou les Sept Merveilles du jour de Clairville et Jules Cordier
- 1854 (7 avril) : Sur la terre et sur l'onde ou ma femme et son sac de nuit de Varin et Biéville : Euphémie Peyron
- 1854 (7 juin) : Espagnolas et Boyardinos de Labiche et Marc-Michel : Babiole
- 1854 (23 décembre) : Les Binettes contemporaines de Commerson, Clairville et Jules Cordier : la Cavalerie
- 1855 (5 avril) : Un bal d'auvergnats de Siraudin, Delacour et Lambert-Thiboust : Goguette, domestique de Coquandard
- 1855 (5 avril) : Minette de Lambert Thiboust et Adolphe Jaime : Jeanne, la domestique
- 1856 (4 février) : Garde-toi, je me garde ! d'Henri Meilhac : Arménaïde Marmouillard
- 1856 (16 mars) : Cent-un coups de canon de Clairville et Siraudin : Piquette
- 1856 (19 août) : La Queue de la poêle de Delacour et Siraudin : la princesse Gnangnan
- 1856 (10 octobre) : Satania d'Henri Meilhac

## Témoignages
Dans le Journal des théâtres du 25 septembre 1847, à propos de la première représentation de La Filleule à Nicot d'Eugène Deligny au théâtre des Variétés, on peut lire :

« [...] Mon Dieu ! nous voici arrivés à Mlle Azimont, et que dire de Mlle  Azimont ? Pardieu, s'il suffisait d'être fort jolie femme, de minauder au lieu de jouer, de regarder niaisement l'orchestre et les avants-scènes au lieu d'être à la réplique, de poser en scène au lieu d'y jouer, Mlle Azimont serait supportable. Malheureusement il n'en est pas ainsi, et pour être comédienne, il faut quelque peu d'intelligence, beaucoup de travail et l'intention sérieuse de jouer la comédie. Or nous avons déjà vu Mlle Azimont dans deux rôles, et nous sommes forcés d'avouer, en dépit du code de la galanterie, que jamais insignifiance aussi complète n'a affligé l’œil de la critique. Est-ce par malice, ou pour mettre Mlle Azimont à sa véritable place, que, dans la Filleule à Nicot, l'auteur l'enferme dans un cabinet et lui donne un rôle qui consiste uniquement à passer sa tête par une chatière en disant qu'elle s'ennuie ? Et le public donc ! [...] »

En janvier 1855, Le Figaro dresse une galerie de portraits des acteurs et actrices du Palais-Royal, dont celui de Cécile Azimont :

« Mlle Azimont, fille d'un musicien jouant du cor à ce théâtre, est une jeune et jolie personne dont le gracieux visage est surmonté d'un front olympien. A coup sûr, ce développement cérébral est loin d'être un signe certain de vocation dramatique. On n'a pas d'idée, en effet, de la manière de dire, de chanter, d'aller et venir de Mlle Azimont. Jamais pensionnaire de onze ans, dévidant deux par deux les alexandrins d'Esther dans une distribution de prix solennelle présidée par le percepteur des contributions, ne pourrait réciter plus sottement la leçon qu'on lui aurait apprise. C'est le gnan-gnan affadissant qui écœure Levassor dans Ôtez votre fille, s'il vous plaît.

Si le public la tolère, grâce au dérivatif d'une excellente jumelle, et si M. Labiche l'utilise tout en se voilant la face, c'est que Mlle Azimont est un peu la maîtresse de céans en sa qualité de forte actionnaire du théâtre. Cela lui permet d'assister aux séances du conseil, de faire des misères à cet excellent M. Dormeuil, et de prendre des notes sur ses tablettes lorsqu'il arrive à un machiniste de laisser tomber une goutte d'huile sur un décor.

A la rentrée de Mlle Duverger qui « a joué avec tous ses diamants », Mlle Azimont s'est écriée : « Eh bien ! s'il le faut, j'accrocherai ma maison de Ville-d'Avray à mes oreilles ! » La jeune actrice possède, en effet, une fort jolie propriété dans les environs de Marnes ; et s'il lui prend jamais fantaisie d'y organiser la chasse aux bêtes fauves, elle a sous la main et dans sa famille un cor-de-chasse tout prêt pour sonner la curée ... aux lions !

Mlle Azimont a 24 ans, son nom sur l'affiche ne fait pas recette. Elle gagne 2 000 francs. Engagée jusqu'à la fin de 1857. »

Dans La Gazette pittoresque du 15 avril 1855, à propos de la première de Minette, Hippolyte de Villemessant se montre plus mesuré :

« [...] Mademoiselle Azimont (qui ne s'attendait pas certes à rencontrer son éloge dans le Figaro) y joue fort gaillardement un rôle de soubrette ; ce qui prouve qu'il faut à cette jeune actrice des rôles à toute vapeur pour entrainer sa nature un peu froide »